# Aulaviks nationalpark
Aulaviks nationalpark är en nationalpark på Banksön i Northwest Territories, Kanada. Den inrättades 1992 och omfattar cirka 12 274 kvadratkilometer. Parken ligger på den norra delen av Banksön, ungefär 250 kilometer nordöst om samhället Sachs Harbour. Det finns inga vägar till parken, men det går att nå den med flyg. Bland parkens mest kända besöksmål är Thomsen River, ett av Nordamerikas nordligaste vattendrag där det går att paddla kanot. Parken är också känd för att där finns många myskoxar.
Namnet Aulavik betyder "var personer resar".

## Geografi och klimat
Området där Aulaviks nationalpark ligger har arktiskt klimat med långa, kalla vintrar och kort, sval sommar. Nederbörden över året är låg, omkring 300 millimeter. Det blåser nästan konstant och kraftiga vindar är vanliga. Landskapet är varierat, inte minst genom att det historiskt formats av glaciärer. Vid kusten mot McClures sund i norr finns branta klippor. 

## Flora och fauna
Vegetationen i Aulaviks nationalpark är sparsam och utgörs av låga örter, mossor, lavar och dvärgbuskar anpassade till förhållandena på tundran. Förutom myskoxar är ren, polarvarg och fjällräv större landlevande däggdjur som kan ses här. Vid kusten i norr förekommer dessutom isbjörn, samt sälar som vikare och storsäl. I vattnet utanför kusten kan man även se vitval och grönlandsval.
Östra delen är med sina insjöar och pölar en skyddad plats för vandrande fåglar som prutgåsen. Västra delen är mera klippig och där finns pilgrimsfalk, jaktfalk och fjällvråk. I parken hittades dessutom 65 miljoner år gamla fossil av växter.